# Neosparassus nitellinus
Neosparassus nitellinus là một loài nhện trong họ Sparassidae.
Loài này thuộc chi Neosparassus. Neosparassus nitellinus được Ludwig Carl Christian Koch miêu tả năm 1875.